# معركة العقيلة
معركة العقيلة هي معركة من معارك الحرب العالمية الثانية في شمال أفريقيا وقعت ما بين 11 و 17 ديسمبر 1942 بين قوات الجيش الثامن البريطاني بقيادة برنارد مونتغمري، وبين قوات المحور (جيش أفريقيا المدرع) بقيادة إرفين رومل، وانتهت باتصار القوات البريطانية.

## الخلفية
- في 4 نوفمبر 1942، قرر رومل وبشكل نهائي إنهاء القتال في العلمين، والانسحاب نحو ليبيا، متحدياً بذلك أوامر الزعيم الألماني أدولف هتلر، ليس لمجرد التحدي، ولكن لغرض إنقاذ جيشه.
- في 5 نوفمبر وصلت قوات رومل إلى قرية فوكة، وكانت القوات الإيطالية (التي انسحبت من العلمين ليلة 3-4 نوفمبر) قد شكلت خطاً دفاعياً هناك، لكنها استأنفت انسحابها في نفس اليوم. وفي نفس اليوم هجمت القوات البريطانية على خط فوكة وتمكنت من اختراقه، فانسحبت باقي قوات المحور.
- عصر يوم 6 نوفمبر هطلت أمطارٌ فتمكن قسم كبير من قوات المحور من الانسحاب، ووجد البريطانيون في المقابل شيئاً من الصعوبة في اللحاق بهم، أو في اسغلال تفوقهم الجوي.
- في يوم 7 نوفمبر شكل خط جديد مؤقت في مرسى مطروح، وفي نفس اليوم تلقى رومل تحذيراً من هتلر من أنه يتوقع إنزالاً لقوات الحلفاء ما بين طبرق، وبنغازي، وعليه أن يستعد للدفاع عن الساحل.
- في اليوم التالي علم رومل أن توقعات هتلر لم تكن صحيحة، لكن الحلفاء قاموا في ذلك اليوم بإنزال قواتهم في المغرب، والجزائر، ويبدو أن رومل قرر الانسحاب دفعة واحدة إلى العقيلة بمجرد أن سمع هذه الأنباء.

## الانسحاب من برقة

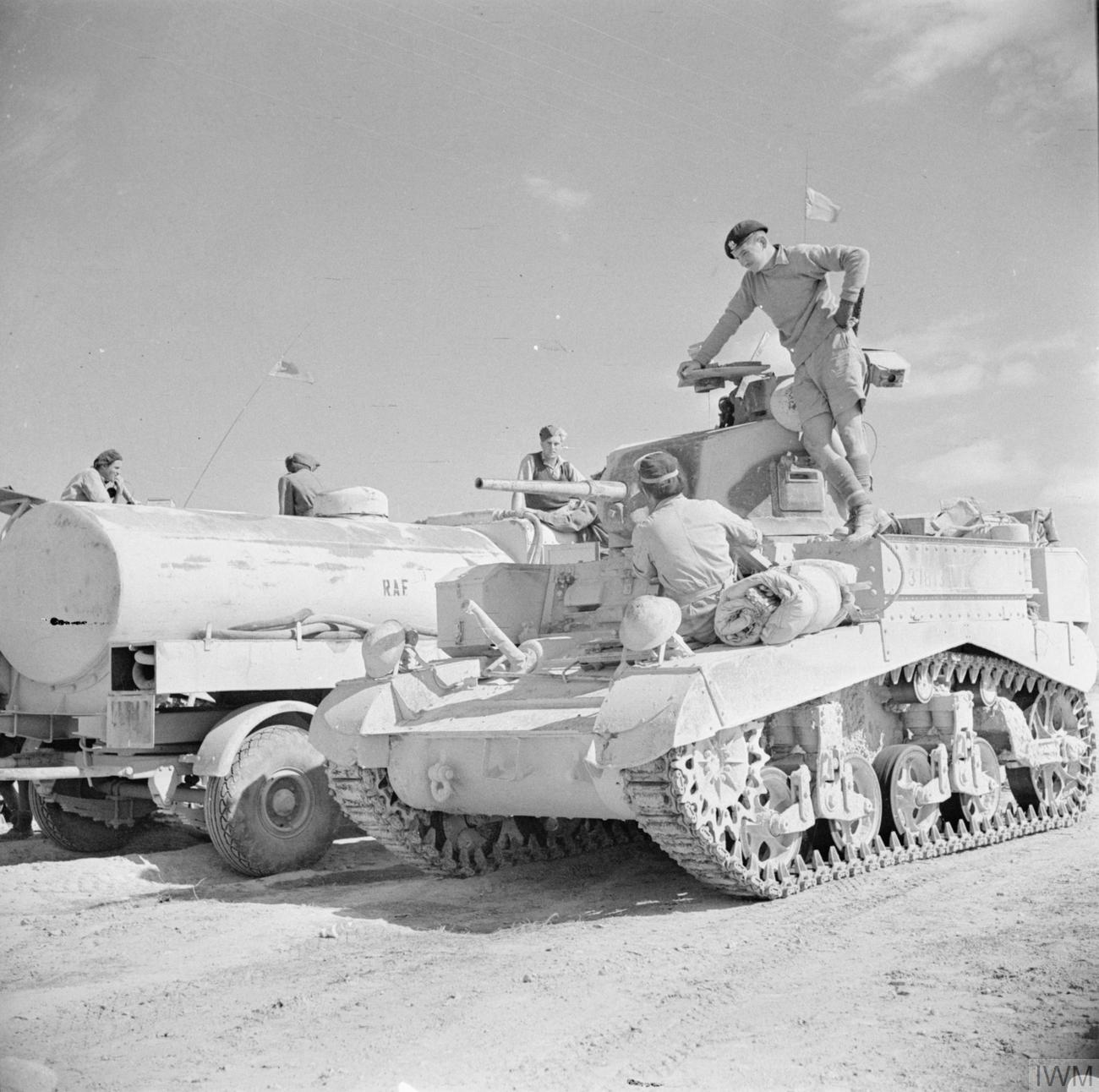
دبابات بريطانية تمون الوقود في سيدي براني في 15 نوفمبر 1942.

- في يوم 9 نوفمبر تم إخلاء سيدي براني، وبعد يومين تم إخلاء ممر حلفايا.
- مثلما حدث في سيدي براني، وممر حلفايا، تم التخلي عن كامل برقة بدون مقاومة جدية، حتى بعد أن علم رومل أن دول المحور أرسلت قوات إلى تونس، إذ سقطت طبرق في يد البريطانيين يوم 13 نوفمبر، وكان رومل يرغب في الاحتفاظ بها أكبر مدة ممكنة لإنقاذ أكبر ما يمكن إنقاذه من 10,000 طن من العتاد موجودة بها.
- كما سقطت درنة، في 15 نوفمبر. ثم كان على قوات المحور إخلاء بنغازي، وبالرغم من حاجتها لميناءها، كان الاحتفاظ بها يعني احتمال تعرضها للتطويق من القوات البريطانية (كما حدث للقوات الإيطالية في معركة بيضافم في فبراير عام 1941)، ولكن تم تدمير أي شيء يمكن أن يستفيد منه البريطانيون، مثل منشآت الميناء، والعتاد الحربي، ويبدو أن رومل كان آسفاً لذلك إذ قال:«..وفي بنغازي دمرنا منشآت الميناء والأرصفة وسادت الفوضى بين السكان المدنيين في هذه المدينة التسعة التي كانت ملكيتها تنتقل للمرة الخامسة أثناء الحرب». وقد سقطت بنغازي في البريطانيين يوم 20 نوفمبر، وبعد ثلاثة أيام تم إخلاء أجدابيا، وعادت بذلك قوات المحور إلى نفس المكان تقريباً الذي كانت عنده في يناير 1942.
- خلال الانسحاب من العلمين إلى مرسى البريقة، عانت قوات المحور من صعوبات عديدة أهمها:

1. التفوق الجوي البريطاني الذي كان يسهدف خطوط إمدادات قوات المحور.
2. تزاحم قوات المحور على الطريق الساحلي.
3. نقص الوقود اللازم لتحريك المركبات الآلية.

- وفي سبيل تعطيل تقدم القوات البريطانية بأي وسيلة قام خبراء المحور بزرع الألغام خصوصاً قرب مرسى البريقة، وفي بعض الأحيان كانوا يضعون خوذات الجنود لتضليل خبراء الألغام البريطانيين.

## الجمود
- في الأيام الثمانية عشر بين إخلاء أجدايبا، وبين معركة العقلية لم تحدث أي اشتباكات مهمة، ولذلك لم يهتم المؤرخون كثيراً بهذه الفترة، لكن رومل استعرض هذه الفترة بالتفصيل في مذكراته، ودخل في مناقشات عقيمة مع قادة المحور الألمان، والإيطاليين، هتلر، وكسلرنغ، وأوغو كافالليرو (رئيس القيادة العليا الإيطالية)، وإيتوري باستيكو (حاكم ليبيا)، وكانت فكرته الانسحاب إلى تونس بأسرع ما يمكن، في حين كانت رغبتهم الصمود في خط البريقة أطول مدة ممكنة.
- في المقابل كان للبريطانيين مشاكلهم أيضاً. كان عليهم أن يقوموا بإمداد قواتهم من مصر إلى أجدابيا، وعلى الرغم من أن المسافة ما بين الإسكندرية، وطبرق تمتد لمسافة 704 كم (440 ميل)، إلاّ أن إمداد القوات ليس بمشكلة كبيرة لوجود الخطوط الحديدة بينهما، ولكن كانت المشكلة هي إمداد القوات بين طبرق، وأجدابيا، ورغم أن المسافة أقل، إذ تبلغ 624 كم (390 ميل)، لكن عدم وجود السكة الحديدية يجعل المهمة أصعب من نقل الإمدادات على طريق الإسكندرية-طبرق.

## معركة العقيلة
- بدأ الهجوم البريطاني على مواقع قوات المحور في مرسى البريقة، والعقيلة في ليلة 11-12 ديسمبر 1942، ولم يمضي وقت طويل حتى اشتبكت هذه القوات مع مجموعة استطلاع بريطانية عند مردومة، التي تقع إلى الغرب من العقيلة بمسافة 96 كم (60 ميل)، أي أنها خلف خطوط رومل، وبحلول مساء 12 ديسمبر، قرر رومل بدء الانسحاب، مع بقاء جزء من القوات يشتبك مع البريطانيين لغرض حماية القوات المنسحبة.
- في 13 ديسمبر اكتشفت طائرات استطلاع رومل 300 عربة تقريباً شمال مرادة، التي تقع جنوب العقيلة بحوالي 120 كم (75 ميل)، وكان معنى هذا احتمال تعرض قوات المحور للتطويق في العقيلة لذلك استمر انسحاب قوات المحور، وفي نفس اليوم استمر الجيش الثامن في ضرب مواقع قوات المحور، وقد تم صد الهجوم البريطاني من قبل الإيطاليين. واستمر إخلاء العقيلة في يوم 14 ديسمبر.
- في 15 ديسمبر وقعت اشتباكات متفرقة بين الطرفين، وفي يوم 17 ديسمبر كانت أغلب القوات الألمانية قد انسحبت من العقيلة.
- في يوم 18 ديسمبر وقع قتال قصير، لكنه عنيف، بين جزء من قوات المحور، وبين الفرقة النيوزيلندية الثانية عند النوفلية التي تقع إلى الغرب من العقيلة بمسافة 160 كم (100 ميل)، وبذلك انتهت معركة العقيلة.

## ما بعد المعركة
- انسحب رومل إلى الغرب نحو البويرات، وكان ينوي الاستمرار في الانسحاب إلى تونس، لكن اضطر لتشكيل خط دفاعي في البويرات تحت ضغط رؤسائه من قادة المحور.
- كان انسحاب رومل من العقيلة، جزء من انسحابه الكبير من العلمين إلى تونس الذي يهدف به إلى إنقاذ قواته من الوقوع في قبضة قوات الحلفاء، وبالرغم من أنه نجح في إيصالهم إلى تونس، لكنه لم ينجح في إجلائهم من هناك، وسيقعون في قبضة قوات الحلفاء في مايو 1943.